# Siétamo
Siétamo (Sietemo en aragonés) es un municipio en la provincia de Huesca (España), que pertenece a la comarca Hoya de Huesca. Está situado a 12 km de Huesca, en la N-240, sobre una suave colina cerca del río Guatizalema.

## Geografía

### Núcleos del municipio
- Siétamo (capital)
- Arbaniés
- Castejón de Arbaniés
- Liesa

### Localidades limítrofes
Limita: al N, NO y O con el municipio de Loporzano, al E con el municipio de Ibieca, al SE con el municipio de Angüés, y al S con el municipio de Alcalá del Obispo.

## Historia
En marzo del año 1099 el rey Pedro I de Aragón donó al monasterio de Montearagón la iglesia de "Setimo".
Desde la Edad Media, Siétamo fue señorío del linaje infanzón de los Anzano, donde tenían un castillo-palacio en el que vivían ocasionalmente ya que Huesca era su residencia habitual. En esta ciudad ejercieron cierto liderazgo sobre los miembros de la baja nobleza. A pesar de los avatares económicos que sufrió esta familia, evitó la venta de su señorío de Siétamo porque su posesión la distinguía socialmente del resto de la oligarquía de infanzones residentes en la capital. Ante ellos podían hacer gala de poseer un castillo habilitado como residencia señorial, una población defendida por murallas y la jurisdicción feudal sobre el vecindario, como testimoniaba la horca situada a la entrada del lugar.
En el castillo destacaba la torre, con unos 20 metros de altura por 11 de ancho, rematada con matacanes; mientras que la residencia palaciega mostraba ventanas góticas y también matacanes que protegían la entrada. El conjunto defensivo y residencial correspondería al siglo XIV y fue destruido en 1936 en el transcurso de la Guerra Civil.
Más adelante, a mediados del siglo XVI, Bernardo Abarca de Bolea, vicecanciller del Consejo de Aragón y doctor en Derecho por Bolonia, obtuvo autorización para construir a su costa en su señorío de Siétamo un convento de franciscanos descalzos.
En el año 1845 se le unió Castejón de Arbaniés.
Durante la guerra civil española (1936-1939) Siétamo fue uno de los objetivos de la Columna Los Aguiluchos de la FAI en su avance desde Barcelona hacia Zaragoza, durante las siguientes semanas al golpe de Estado del 18 de julio de 1936, tras una encarnizada lucha por todas las calles del pueblo, el resultado de los enfrentamientos se saldó con la toma de la localidad a manos de la columna anarquista. Muchas casas quedaron dañadas y la iglesia incendiada debido a una granada lanzada por un avión del bando republicano, todo ello ha quedado reflejado en el documental Los Aguiluchos de la FAI
1970-1980 se le unen Arbaniés y Liesa

## Administración y política
| Período   | Alcalde                    | Partido |  |
| --------- | -------------------------- | ------- |  |
| 1979-1983 | Ignacio Almudévar Zamora   | UCD     |  |
| 1983-1987 |                            |         |  |
| 1987-1991 |                            |         |  |
| 1991-1995 |                            |         |  |
| 1995-1999 |                            |         |  |
| 1999-2003 | Marina Viñuales Fañanás    | PAR     |  |
| 2003-2007 | Marina Viñuales Fañanás    | PAR     |  |
| 2007-2011 | José Luis Ferrando Labarta | PP      |  |
| 2011-2015 | José Luis Ferrando Labarta | PP      |  |
| 2015-2019 | Vicente Crespo Martínez    | Ind.    |  |

| Partido político    | Partido político                                   | 2003   | 2007   | 2011   | 2015   | 2019   |
| Partido político    | Partido político                                   | Ediles | Ediles | Ediles | Ediles | Ediles |
|                     | Independientes                                     | 2 + 1  | 2      | —      | 3      | —      |
|                     | Partido Popular de Aragón (PP)                     | —      | 3      | 4      | 2      | 1      |
|                     | Partido Aragonés (PAR)                             | 3      | 1      | 2      | 2      | —      |
|                     | Partido de los Socialistas de Aragón (PSOE-Aragón) | 1      | 1      | 1      | —      | 5      |
|                     | Ciudadanos (CS)                                    | —      | —      | —      | —      | 1      |
| Total de concejales | Total de concejales                                | 7      | 7      | 7      | 7      | 7      |

## Demografía
Siétamo cuenta con una población de 681 habitantes (INE 2024).
| Gráfica de evolución demográfica de Siétamo entre 1842 y 2021 |
| |
| Población de derecho según los censos de población del INE Población de hecho según los censos de población del INEEntre el censo de 1857 y el anterior, crece el término del municipio porque incorpora a Castejón de Armaníes Entre el censo de 1981 y el anterior, crece el término del municipio porque incorpora a Arbanies y Liesa |

## Monumentos

### Monumentos religiosos
- Iglesia parroquial dedicada a San Vicente Diácono Mártir, de estilo gótico.

### Monumentos civiles
- Muralla de época Medieval
- Restos del castillo de época medieval en el que nació el conde de Aranda.
- Fuente del lavadero, del siglo XIX.

## Cultura
En Siétamo radica la casa solariega de los Abarca de Bolea. Aquí vivió su infancia la escritora y poeta aragonesa del barroco Ana Francisca Abarca de Bolea, que es una de las pocas escritoras que en el siglo XVII que utilizó en sus composiciones la lengua aragonesa.
El conde de Aranda también vivió en Siétamo y aquí se encuentra el hermoso castillo homónimo.
El Premio literario Villa de Siétamo fue un premio literario para obras en lengua aragonesa promovido por el ayuntamiento de Siétamo, con la colaboración del Consello d'a Fabla Aragonesa y que se celebró cada dos años en la villa desde el año 1991 hasta 2013.
En Marzo se realiza la recreación histórica de Siétamo, centrada en el periodo de la guerra civil española con cientos de recreadores de todo España, organizada por el grupo primera línea.

### Deporte
- Club Deportivo Siétamo de fútbol. 1.ª Regional Grupo II.

### Fiestas
- Día 29 de abril en honor de San Pedro de Verona.
- Día 18 de diciembre en honor a La Virgen María en la Advocación de la Esperanza

### Ocio
- Piscina pública, local social y una biblioteca con ordenadores.

## Personas destacadas
- Ana Francisca Abarca de Bolea (h. 1602 - h. 1685). Poetisa y escritora.
- Pedro Pablo Abarca de Bolea y Ximénez de Urrea, conde de Aranda, (n. 1 de agosto de 1719). Político, militar y diplomático. Nombrado presidente del Consejo de Castilla en 1766.
- Antonio María Javierre Ortas (n. 21 de febrero de 1921 - f. 1 de febrero de 2007). Teólogo. Cardenal de la Iglesia Católica, que fuera Prefecto emérito de la Congregación para el Culto Divino y la Disciplina de los Sacramentos.
- Ignacio Almudévar Zamora (n. 16 de noviembre de 1930). Escritor.

## Filmografía
- Aguiluchos de la FAI por tierras de Aragón (Reportaje N.º 3). Otro título original: La Toma de Siétamo. 1936, España